# Красная Пересвица
Красная Пересвица — опустевший поселок в Красногорском районе Брянской области в составе Колюдовского сельского поселения.

## География
Находится в западной части Брянской области на расстоянии приблизительно 15 км на запад по прямой от районного центра поселка Красная Гора.

## История
Упоминался с 1920-х годов. На карте 1941 года отмечен как поселение с 20 дворами.

## Население
Численность населения: 120 человек (1926 год), 41 человек (русские 95 %) в 2002 году, 0 в 2010.